# جام ملت‌های زنان آسیا ۱۹۸۳
جام ملت‌های زنان آسیا ۱۹۸۳ پنجمین دوره رقابت‌های فوتبال جام ملت‌های زنان آسیا بود که توسط ای‌اف‌سی و به میزبانی کشور تایلند برگزار شد.

## تیم‌های راه‌یافته
- ۶ تیم راه‌یافته به جام ملت‌های زنان آسیا ۱۹۸۳:
- هنگ کنگ
- تایلند
- هند
- فیلیپین
- سنگاپور
- مالزی